# État d'urgence (roman)
Pour les articles homonymes, voir État d'urgence (homonymie).
État d'urgence (titre original : State of Fear) est roman-essai de l'écrivain américain Michael Crichton, publié en 2004. Comme la plupart de ses romans, il s'agit d'un techno-thriller, concernant cette fois des éco-terroristes qui menacent la planète pour faire triompher leur cause (le combat contre les changements climatiques) en espérant qu'elle leur rapportera gros. De nombreux graphes, notes de bas de page et annexes complètent le roman, selon un procédé classique chez Crichton, lui donnant ainsi l'apparence de la novélisation de faits politiques et scientifiques réels.
La traduction française est parue en France en 2005. 

## Résumé
Le héros est un avocat travaillant sur des questions d'environnement qui découvre petit à petit qu'il a été manipulé par différents courants de pensée et mouvements environnementalistes et écologistes, certains étant notamment ses propres clients, et qu'un de ces mouvements dissimule en fait un réseau éco-terroriste ; ce réseau, présent dans le monde entier, est décidé à perpétrer des attentats sanglants pour promouvoir ses thèses sur le réchauffement climatique et justifier les prises de position environnementalistes, notamment en matière de réduction des émissions de gaz à effet de serre.
L'auteur a également décidé d'inclure son propre point de vue sur le changement climatique à la fin de son livre : il considère que le monde se réchauffe, mais que les causes, les conséquences, les avantages et les inconvénients de ce changement sont inconnus et donc que rien ne démontre que ce changement ne peut être globalement bénéfique. Il y combat également avec passion la politisation de la science et milite pour la conservation de la nature et pour la continuation des efforts de recherche relatifs à tous les aspects de l'environnement de la Terre.

## Critiques
Les critiques soulignent de nombreuses erreurs dans les faits exposés par l'ouvrage. Le roman a été sévèrement critiqué par des scientifiques et des environnementalistes pour l'inexactitude des faits présentés et des interprétations erronées des données utilisées,,. Par son retentissement, il a nourri les controverses sur le réchauffement climatique.